# Cotesia salebrosa
Cotesia salebrosa är en stekelart som först beskrevs av Marshall 1885.  Cotesia salebrosa ingår i släktet Cotesia och familjen bracksteklar. Arten är reproducerande i Sverige. Inga underarter finns listade i Catalogue of Life.